# Eduard Brokarau
Eduard Brokarau (biał. Эдуард Брокараў; ur. 26 lutego 1961 w Horkach, zm. 30 grudnia 2010 tamże) – białoruski dziennikarz, wydawca, działacz społeczny, polityk, sportowiec; założyciel i redaktor naczelny niepaństwowej gazety „Uzhorak”; kierował oddziałem Partii BNF i ruchu BNF „Odrodzenie” w rejonie horeckim; był jednym z założycieli Ruchu „Za Wolność”. Wielokrotnie, bezskutecznie kandydował do rady rejonu i rady obwodu. Aktywnie występował przeciwko budowie na Białorusi elektrowni atomowej.

## Życiorys
Eduard Brokarau urodził się 26 lutego 1961 roku w mieście Horki, w rejonie horeckim obwodu mohylewskiego Białoruskiej SRR, ZSRR. Pracował jako instruktor sportowy. W latach 1990–1995 był przewodniczącym Oddziału Sportowego Drybińskiego Rejonowego Komitetu Wykonawczego. W 2002 roku został dziennikarzem gazety „Regijonalnyje Wiedomosti”. W 2004 roku został jej redaktorem. Prowadził też niewielki prywatny biznes.
Należał do Białoruskiego Stowarzyszenia Dziennikarzy. Założył i pełnił funkcję redaktora naczelnego niepaństwowej, ogólnopolitycznej gazety „Uzhorak”. Przez 7 lat zabiegał o oficjalną rejestrację gazety przez władze. Cel ten udało mu się osiągnąć dopiero w kwietniu 2009 roku, po jedenastu nieudanych próbach. „Uzhorak” stał się wówczas jedyną legalnie wydawaną, niezależną od władz gazetą na terenie obwodu mohylewskiego.
Aktywnie występował przeciwko budowie na Białorusi elektrowni atomowej. W 2008 roku utworzył w rejonie horeckim lokalny ruch sprzeciwu wobec energetyki atomowej. Rejon horecki był bowiem rozważany przez władze jako jedna z potencjalnych lokalizacji elektrowni. Materiały, które opracował, były jednak wykorzystywane przez organizacje antyatomowe na całej Białorusi.
Współpracował z Partią BNF. Odbudował struktury partii i ruchu społecznego BNF „Odrodzenie” w rejonie horeckim. Wielokrotnie, bezskutecznie kandydował do rady rejonu i rady obwodu. Był jednym ze współzałożycieli i aktywnym członkiem Ruchu „Za Wolność”. Uczestniczył w obserwacji wyborów. W czasie wyborów prezydenckich w 2010 roku był mężem zaufania kandydata z ramienia Partii BNF na urząd prezydenta, Ryhora Kastusioua. Przez ostatni rok życia współpracował też z kampanią „Mów Prawdę!”.
Jego pasją był sport. Był piłkarzem i profesjonalnym sędzią piłkarskim. Nie palił papierosów.
Eduard Brokarau zmarł rankiem 30 grudnia 2010 roku w rodzinnych Horkach, po długiej walce z chorobą nowotworową skóry. Mimo trwającego leczenia, nie przerywał działalności społecznej i politycznej. Został pochowany 31 grudnia o godzinie 13:00 na cmentarzu miejskim w Horkach. Pozostawił syna w wieku szkolnym i córkę studentkę.